# CSpace
Cspace es un programa de mensajería instantánea orientado a una comunicación segura entre usuarios.
Emplea un conjunto de llaves públicas que funcionan como identificadores únicos de los usuarios. Los contactos se añaden mediante esta llave, sin ella es imposible. Cada usuario dispone de una basada en el sistema criptográfico RSA de 4096 bits.
Por otro lado, para establecer la conexión emplea el protocolo de seguridad en la capa transporte: TLS (Transport Layer Security), que evita que cualquier persona puede husmear en el contenido de las conversaciones ajenas.
Los servicios que permite ejecutar Cspace son los típicos de cualquier programa de mensajería:
- Charlas seguras de texto.
- Transferencias seguras de ficheros.
- Administración remota de equipos.

CSpace se usará para las futuras comunicaciones en las misiones a Marte de la NASA.